# Довадола
Довадола (італ. Dovadola) — муніципалітет в Італії, у регіоні Емілія-Романья,  провінція Форлі-Чезена.
Довадола розташована на відстані близько 260 км на північ від Рима, 60 км на південний схід від Болоньї, 19 км на південний захід від Форлі.
Населення — 1661 особа (2014).
Щорічний фестиваль відбувається 30 листопада. Покровитель — Андрій Первозваний.

## Демографія
Населення за роками:

Станом на 1 січня 2023 року в муніципалітеті офіційно проживали 194 іноземці з 28 країн, серед них 46 громадян країн Євросоюзу та 8 громадян України.

## Сусідні муніципалітети
- Кастрокаро-Терме-е-Терра-дель-Соле
- Модільяна
- Предаппіо
- Рокка-Сан-Кашіано